# سلسو بوگالو
سلسو بوگالو (اسپانیایی: Celso Bugallo‎؛ زادهٔ ۱۲ مارس ۱۹۴۷) بازیگر اهل اسپانیا است.
از فیلم‌ها یا برنامه‌های تلویزیونی که وی در آن نقش داشته‌است، می‌توان به بهیار، دریای درون، دوشنبه‌ها در آفتاب، سالوادور، رئیس خوب و درختان نخل در برف اشاره کرد.